# Canal Super3
|  | Aquest article tracta sobre el canal de televisió. Si cerqueu l'univers i programa infantil, vegeu «Super3». |

El canal Super3, conegut simplement com a Super3, és un canal de televisió que pertany a Televisió de Catalunya, destinat al públic infantil i juvenil. Va ser fundat el 18 d'octubre de 2009, durant la Festa dels Súpers, en substitució del K3. Emet des de les 6 del matí fins a dos quarts de 10 de la nit, compartint freqüència amb el Canal 33, de temàtica cultural.
Després de gairebé tretze anys en emissió, el Super3 va ser substituït pel SX3 el 10 d'octubre de 2022.

## Història

Campanya per promocionar l'obertura del canal.

### Canal de pagament estatal (1997-2005)
Anteriorment, havia existit un canal amb la mateixa denominació, que va començar a emetre el 15 de setembre de 1997 a la plataforma Vía Digital, que era produït per Teuve amb la col·laboració de Televisió de Catalunya. Inicialment, el canal Club Súper 3 era un canal complet, dividit en la programació del Club Super3, de TV3, dirigit a menors de 12 anys (de 7 h a 21 h), i el Club Colega, dirigit a majors de 12 anys (de 21 h a 6 h), amb sèries d’anime i d'altres com Star Trek. El Club Colega, però, es va convertir en Buzz a partir de novembre de 1997, destinat inicialment als joves d’entre 16 i 30 anys, amb una programació de sèries, pel·lícules i magazins juvenils, i actualitat musical i esportiva.
Després que TVC deixés de col·laborar-hi l'1 de novembre de 2004, el canal s'anomenà Super Ñ a Digital+. L'1 de novembre de 2006 ONO compra la productora Teuve i decideix canviar-li el nom pel de Kitz. El canal va ser venut al grup internacional KidsCo, i l'1 de maig de 2008 canvià el seu nom a Kids Co per adaptar-se a la marca internacional.
Al llarg de la seua història, el canal va emetre, a més de Vía Digital (o Digital+), a les plataformes Quiero TV (fins a 2002), R, Retena/Reterioja (a La Rioja), Retecal (a Castella i Lleó, fins a 2003) i AunaCable, amb les seues filials Menta (Catalunya), Madritel (Madrid), Supercable (Andalusia), Able (Aragó) i Canarias Telecom (Illes Canàries).
A partir del mes de juliol del 2003, a més d'un canal d'àudio en castellà i un altre en versió original, Club Súper 3 i el seu canal compartit Buzz incorporaren un canal d'àudio en català per a tot l'Estat espanyol, proporcionat per TV3.
Tot i que TVC va deixar de col·laborar a Digital+, deixant d'enviar el senyal de Club Súper 3, aquest canal va continuar emetent a les filials de la plataforma Auna fins l'1 de setembre del 2005.

### Emissió analògica i per TDT (2009-2022)
Amb l'arribada de l'apagada analògica l'any 2009, Televisió de Catalunya remodelà la seva oferta a la televisió digital terrestre. Entre altres canvis, es decideix modificar l'oferta de la programació infantil i juvenil, i substituir el canal K3.
El nou Canal Super3 va iniciar les emissions a dos quarts de dues del migdia del diumenge 18 d'octubre de 2009 per la TDT i en analògic compartint freqüència amb El 33; la inauguració va tenir lloc a la festa dels Súpers que es va celebrar els dies 17 i 18 d'octubre de 2009. Està basat en el programa Club Super3 que ha estat emès en diferents canals de TVC (TV3, 33 i K3), que actualment té 1.500.000 socis i que es va emetre per primer cop el 1991. Des del 15 de febrer de 2010 només emet per TDT.
El mes d'abril de 2015, conjuntament amb el canal 33 i el 3/24, va deixar d'emetre a les Illes Balears a conseqüència de la reordenació de l'espai radioelèctric. Aquesta decisió del Govern de les Illes Balears fou molt controvertida per l'existència d'alternatives tècniques que haurien fet possible la continuïtat de la seva recepció.
El 17 de desembre de 2015, va tornar el senyal del canal Super3, juntament amb el senyal del Canal 33 i el 3/24 a les Illes Balears. El nou Govern Balear de Francina Armengol va formular la solució tècnica d'adaptar el múltiplex autonòmic del canal 26, comprimint i optimitzant estadísticament el senyal de la resta de canals, sense minvar la qualitat del senyal d'alta definició d'IB3, la televisió pública balear. El retorn del senyal ha comportat un augment de l'oferta pública de canals en llengua pròpia a les Illes Balears, fent especial esment en aquest cas en continguts adreçats al públic infantil i juvenil.
Durant el confinament de la primavera de 2020, el canal Esport 3 va compartir la seva freqüència d'emissió amb el Super 3, que seguia compartint freqüència amb el Canal 33, emetent Super 3 els seus continguts habituals per dues freqüències, i emetent Esport 3 només de 21:30 a 6:00, i amb contingut enllaunat.
Durant els seus últims anys d'existència va patir una davallada progressiva d'audiència, alhora que s'hi reduïen els esforços a mantenir la qualitat de la programació, com va reconèixer la mateixa CCMA. A mitjans de 2021, la família del Super3, que servia de continuïtat, va deixar d'emetre's. Llavors, va iniciar-se una convocatòria d'un projecte per a servir-li de substitut, alhora que es plantejava el futur del canal. Finalment, el 10 d'octubre de 2022 es va estrenar el nou canal SX3, dividint-se en dues franges d'edat, l'S3 per als nens més petits i l'X3 per als grans.

## Programació
Categoria principal: Sèries emeses pel Club Super3
L'eix del canal és el programa La família, amb els personatges del Club Super3. A més de sèries internacionals, s'emeten també programes de producció pròpia:
- MIC, un contenidor de sèries semblant al Club Super3 però adreçat al públic inferior als sis anys.
- InfoK, un informatiu per a nens.
- Una mà de contes, programa que explica contes dibuixats per una mà.
- Dinàmiks, un programa presentat per en Dani Jiménez on es fan experiments i s'hi expliquen curiositats científiques.
- Kukurota, programa sobre animals presentat per Pau Ferran.

- Play (2008-2010). Concurs per practicar l'anglès, inicialment emès al K3.
- Els Extraordinaris, un programa un explica l'origen i la producció d'objectes de la vida real.
- De què va?, és un programa on, en cada capítol, un grup de súpers comentaven i recomanaven un llibre que s'havien llegit.
- Superveterinaris, era un programa on una família i el seu gos, amb l'ajuda d'una ensinistradora, aprenien trucs i com jugar amb la mascota.
- TAGS, (2006-2015). Programa de lleure i entreteniment pensat per a preadolescents a partir de deu anys.
- Fish&Chips, un concurs per practicar l'anglès que s'estrenà el 15 de gener de 2011.
- Picalletres, un concurs d'escoles, que consistia a lletrejar.
- Rat Rank, un rànquing musical.
- Les aventures de Riff i Flat

## Audiències
| Any  | Gener | Febrer | Març | Abril | Maig | Juny | Juliol | Agost | Setembre | Octubre | Novembre | Desembre | Mitjana anual |
| ---- | ----- | ------ | ---- | ----- | ---- | ---- | ------ | ----- | -------- | ------- | -------- | -------- | ------------- |
| 2009 |       |        |      |       |      |      |        |       |          | 1,3%    | 1,2%     | 1,1%     | 1,9%          |
| 2010 | 1,1%  | 1,0%   | 1,1% | 1,0%  | 1,1% | 1,3% | 1,7%   | 2,1%  | 1,5%     | 1,5%    | 1,4%     | 1,5%     | 1,2%          |
| 2011 | 1,5%  | 1,7%   | 1,7% | 1,6%  | 1,4% | 1,5% | 1,6%   | 1,8%  | 1,5%     | 1,5%    | 1,4%     |          | 1,6%          |
| 2012 | 1,4%  | 1,6%   | 1,8% | 1,6%  | 1,5% | 1,5% | 1,3%   | 1,6%  | 1,3%     | 1,5%    | 1,6%     | 1,8%     | 1,6%          |
| 2013 | 1,8%  | 1,7%   | 1,9% | 1,6%  | 1,7% | 2,1% | 1,8%   | 1,9%  | 1,7%     | 1,6%    | 1,6%     | 1,6%     | 1,7%          |
| 2014 | 1,5%  | 1,4%   | 1,6% | 1,7%  | 1,6% | 1,7% | 1,8%   | 1,8%  | 1,7%     | 1,6%    | 1,5%     | 1,6%     | 1,6%          |
| 2015 | 1,6%  | 1,5%   | 1,6% | 1,5%  | 1,5% | 1,6% | 1,4%   | 1,2%  | 1,4%     | 1,4%    | 1,4%     | 1,3%     | 1,5%          |
| 2016 | 1,3%  | 1,3%   | 1,4% | 1,2%  | 1,2% | 1,2% | 1,2%   | 1,2%  | 1,2%     | 1,2%    | 1,2%     | 1,2%     | 1,2%          |
| 2017 | 1,4%  | 1,3%   | 0,8% | 0,8%  | 0,9% | 1,0% | 1,2%   | 1,1%  | 1,1%     | 1,1%    | 1,0%     | 1,2%     | 1,2%          |
| 2018 | 1,0%  | 1,0%   | 1,1% | 0,9%  | 1,0% | 1,0% | 0,9%   | 1,0%  | 0,9%     | 0,8%    | 0,9%     | 0,8%     | 0,9%          |
| 2019 | 1,0%  | 0,9%   | 0,9% | 0,9%  | 0,9% | 0,8% | 0,8%   | 0,6%  | 0,6%     | 0,5%    | 0,6%     | 0,7%     | 0,8%          |
| 2020 | 0,7%  | 0,6%   | 0,5% | 0,5%  | 0,5% | 0,6% | 0,7%   | 0,5%  | 0,5%     | 0,5%    | 0,6%     | 0,6%     | 0,6%          |
| 2021 | 0,6%  | 0,6%   | 0,6% | 0,5%  | 0,5% | 0,5% | 0,5%   | 0,6%  | 0,6%     | 0,4%    | 0,4%     | 0,5%     | 0,5%          |
| 2022 | 0,5%  | 0,4%   | 0,4% | 0,4%  | 0,4% | 0,5% | 0,4%   | 0,5%  | 0,5%     | 0,5%    |          |          |               |